# Cofradía de Nuestro Padre Jesús Nazareno y Nuestra Señora de la Soledad (San Cristóbal de La Laguna)
La Cofradía de Nuestro Padre Jesús Nazareno y Nuestra Señora de la Soledad es una cofradía de culto católico que tiene su sede canónica en la Catedral de San Cristóbal de La Laguna de la ciudad homónima, en la isla de Tenerife, en la comunidad autónoma de Canarias (España).

## Historia
Esta cofradía tiene la particularidad de haber sido fundada por antiguos alumnos del Colegio Nava-La Salle el 8 de enero de 1953.
La cofradía estuvo vinculada al patronato instituido por el marqués de Villanueva del Prado y su esposa Concepción Salazar. De hecho, su antepasado, Cristóbal de Salazar, hizo traer de Lisboa (Portugal) la primitiva imagen del Señor con la cruz a cuestas en 1612. Posteriormente se incorporó la imagen de Nuestra Señora de la Soledad.

## Titulares

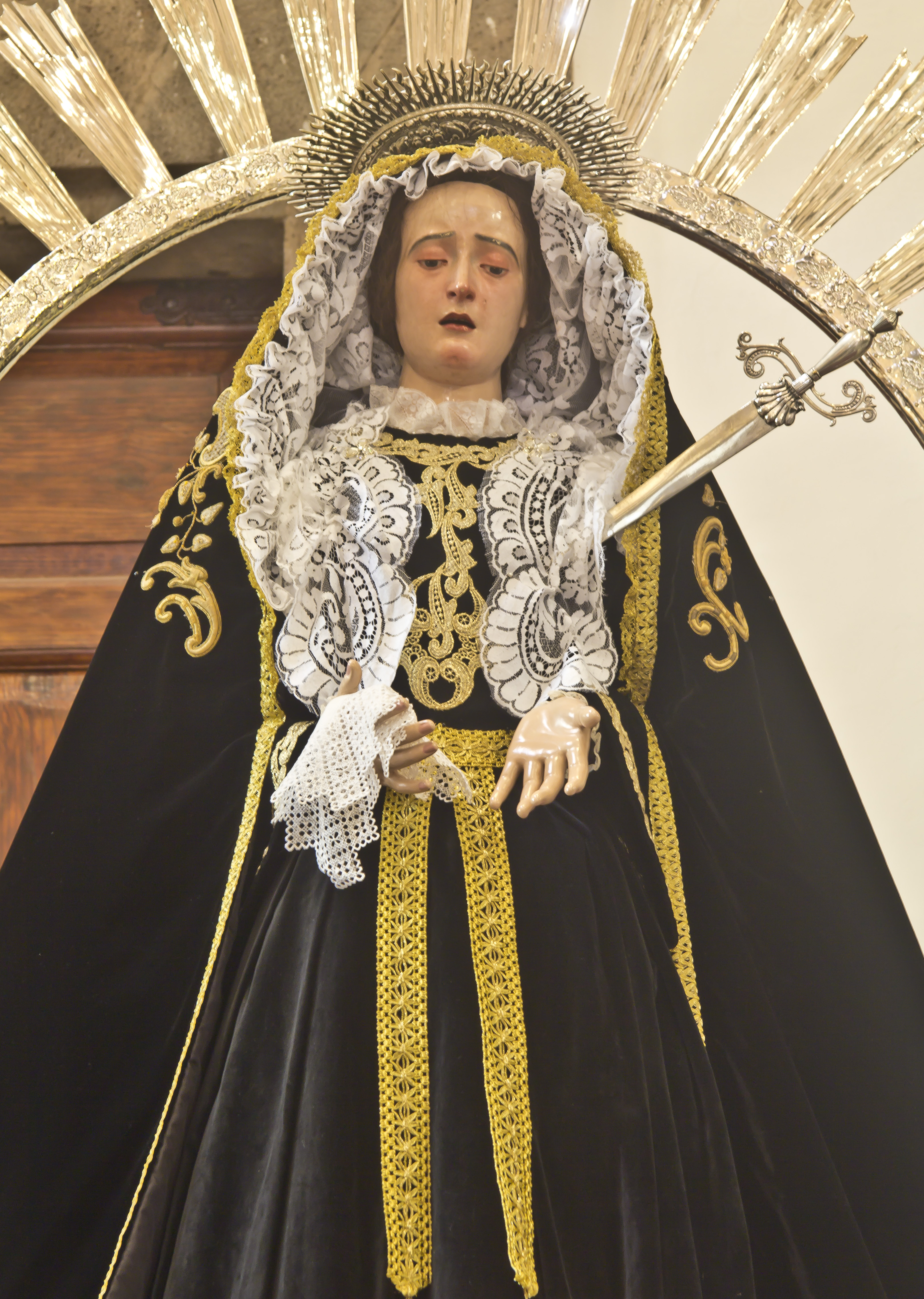
Virgen de la Soledad

- Nuestro Padre Jesús Nazareno: Talla de Jesús con la cruz a cuestas procedente de la Casa Burillo de Valencia y que llegó a la ciudad de La Laguna en el año 1901. La imagen fue rescatada de la Iglesia de San Agustín durante el incendio de 1964, aunque debió ser restaurada.

- Nuestra Señora de la Soledad: Es una obra del escultor lagunero José Rodríguez de la Oliva. Es una imagen de candelero para vestir. Desde el siglo XVIII acompaña a Jesús Nazareno en la procesión del Miércoles Santo.

## Salidas Procesionales
- Miércoles Santo: A las 19:00 horas, procesión de Nuestro Padre Jesús Nazareno y Nuestra Señora de la Soledad.[2]

- Viernes Santo: A las 17:00 horas, Procesión Magna.[2]